# Puerto Mulberry

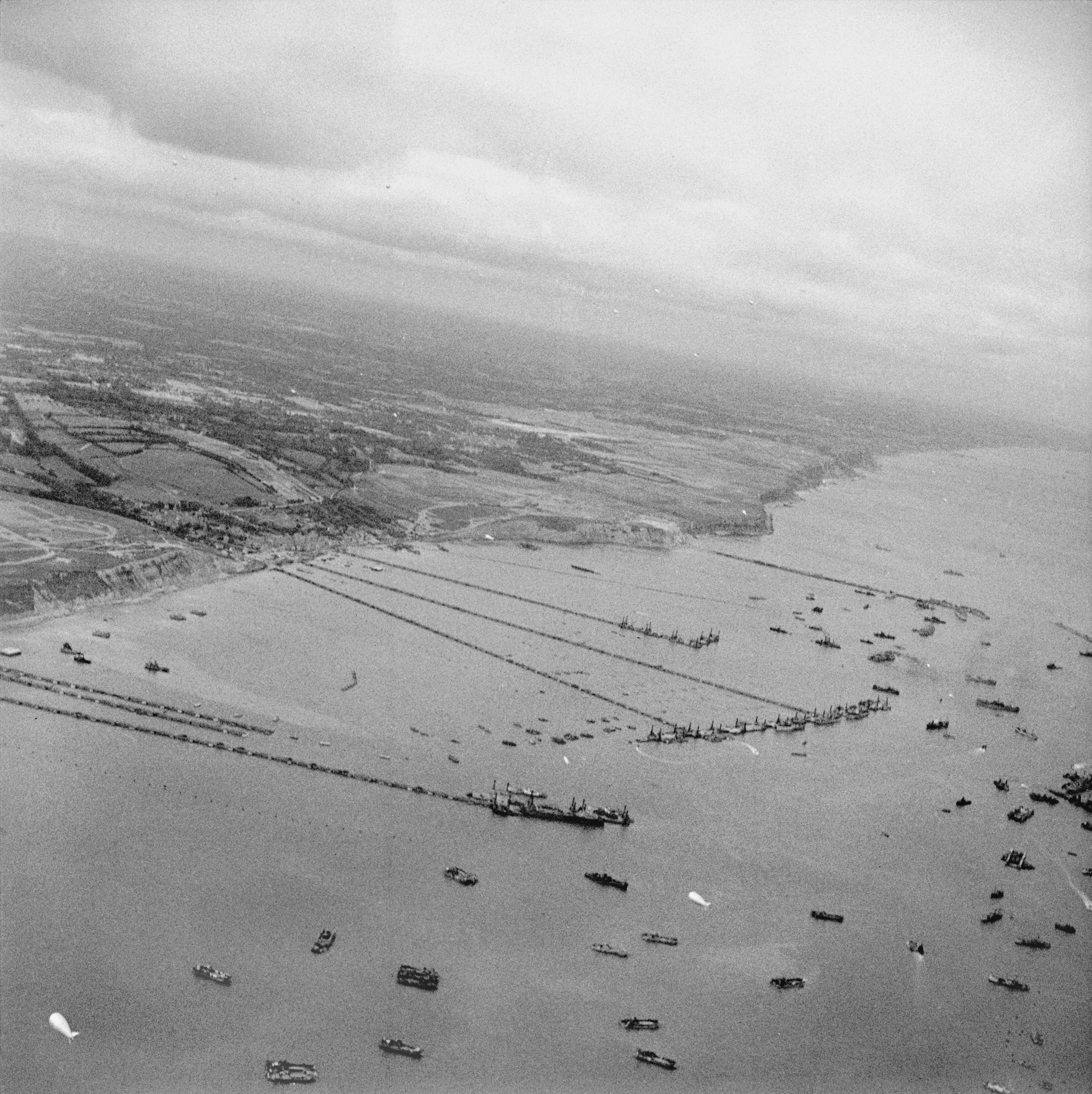
Vista aérea de uno de los puertos artificiales llamado Mulberry, construido por los Aliados frente a Arromanches, Normandía (septiembre de 1944).

Los puertos Mulberry fueron un tipo de puerto artificial construido durante la Segunda Guerra Mundial ante la necesidad de contar con puertos donde descargar el material en la invasión del continente europeo por parte de los aliados. Fueron creados a partir de la unión de diversos bloques de hormigón preformados que, transportados a través del Canal de la Mancha a flote, fueron hundidos una vez en su ubicación definitiva. De la forma ideada, constituida por bloques unidos uno a uno, surgió el nombre de puerto «mulberry» debido a su similitud a una mata de moras.
De este tipo de puertos, se transportaron dos durante la invasión de Normandía, uno de los cuales, construido en la playa de Omaha, fue arrasado por una fuerte tempestad algunos días después de su creación y el otro, situado en Arromanches, fue de gran utilidad.

## Historia
El padre de la idea parece haber sido el ingeniero galés Hugh Iorys Hughes, quien sometió los planes iniciales de la idea a la War Office ("Oficina de guerra") británica, al profesor John Desmond Bernal y al vicealmirante John Hughes-Hallett. Tras una reunión después del desembarco de Dieppe, este último declaró que si un puerto no podía ser tomado, entonces habría que crear uno. La idea, al principio, fue tomada como una broma o boutade, pero Churchill se interesó por ella y el concepto de los puertos Mulberry comenzó a tomar forma cuando Hughes-Hallett fue nombrado jefe del Estado Mayor naval en la operación Overlord.